# Rosenfredsskolan

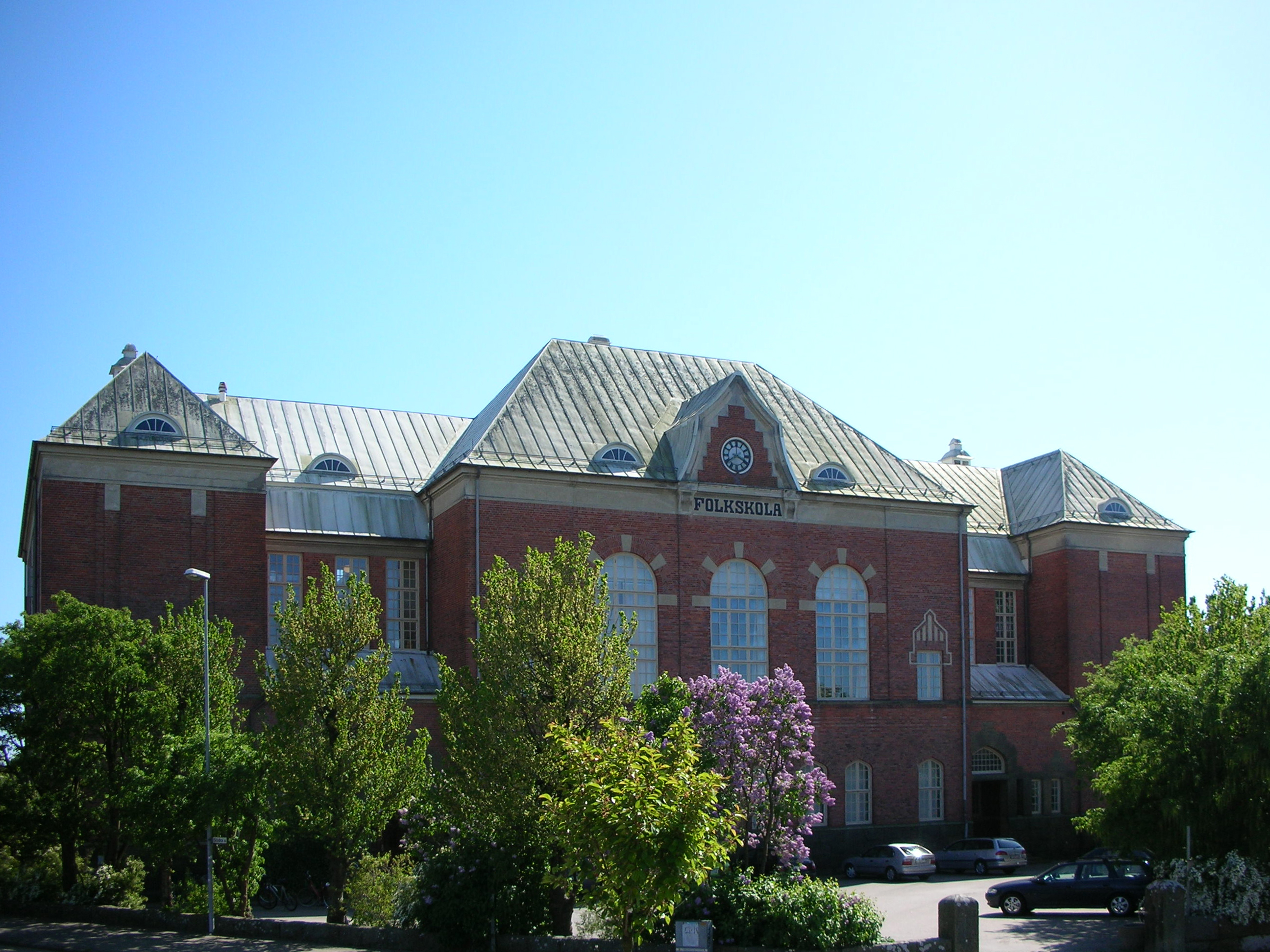
Rosenfredsskolan

Rosenfredsskolan, ursprungligen kallad Södra folkskolan, är en skola i centrala Varberg, byggd av byggmästare Johannes Nilsson 1910–1912 efter Lars Kellmans ritningar.
I Rosenfredsskolan hölls 25–27 juni 1915 en europeisk fredskongress, som organiserats av medlemmar i Hallands fredsrörelse. Efter första världskriget tog man fram protokollet från Varbergsmötet och använde det vid grundandet av Nationernas Förbund. 
Rosenfredsskolan var en självständig skola fram till F9-reformen då eleverna flyttades till Påskbergsskolan. Sedan 2005 används lokalerna av Varbergs kulturskola och gymnasiets estetiska program, det senare tidigare inrymt i Peder Skrivares skola.